# Alberto Camargo
Camargo  González est un nom espagnol. Le premier nom de famille, en général paternel, est Camargo ; le second, en général maternel, souvent omis, est González.
Luis Alberto Camargo González, né le 3 février 1965 à Duitama (département de Boyacá), est un ancien coureur cycliste colombien des années 1980 et 1990. Surnommé « el toro » (le taureau), il fut professionnel entre 1987 et 1996. Il est actuellement directeur sportif de l'équipe Ecuador depuis 2015.
Il se révèle en 1986, lorsque, encore amateur, il remporte deux étapes du Tour de Colombie avec Postóbon et une étape du Tour de la Communauté européenne (ainsi que le Tour de Guadeloupe) avec sa sélection nationale.
Ses premières années professionnelles sont surtout remarquables par le gain de deux étapes de la Vuelta.
Puis vient, en 1992, sa meilleure saison. Il remporte, cette année-là, le classement général du Tour des vallées minières, dans les Asturies et du Clásico RCN (devant Chiappucci), en Colombie. Il finit également 5e du Dauphiné Libéré et 13e du Tour d'Espagne.
En 1993, il s'engage avec une équipe espagnole, Artiach. La seconde année, il réussit son meilleur classement dans un grand Tour en terminant 10e de la Vuelta.

## Équipes
- Amateur :
  - 1986 :  Postobón[2]
- Professionnelles[3] :
  - 1987 :  Postobón Manzana
  - 1988 :  Postobón Manzana
  - 1989 :  Café de Colombia - Mavic
  - 1990 :  Café de Colombia
  - 1991 :  Ryalcao - Postobón Manzana
  - 1992 :  Postobón Manzana - Ryalcao
  - 1993 :  Artiach - Filipinos - Chiquilín
  - 1994 :  Artiach - Nabisco
  - 1995 :  Postobón Manzana - Ryalcao
  - 1996 :  Postobón Manzana

## Palmarès
- Tour d'Espagne
  - 2 victoires d'étape en 1989 et en 1990.
- Tour de l'Avenir
  - 1 victoire d'étape en 1986[4].
- Tour des vallées minières
  - 1er au classement général et 1 victoire d'étape en 1992[5].
- Tour des Asturies
  - 1 victoire d'étape en 1994.
- Clásico RCN
  - 1er au classement général en 1992.
  - 1 fois sur le podium (2e en 1988)[6].
  - 2 victoires d'étape en 1989[7] et 1992[8].
- Tour de Colombie
  - 2 victoires d'étape en 1986[2].
- Tour de Guadeloupe
  - 1er au classement général en 1986.
- Jeux d'Amérique centrale et des Caraïbes
  -  Médaillé de bronze des 100 km par équipes en 1986[9].

## Résultats sur lesgrands tours

### Tour de France
4 participations.
- 1987 : abandon lors de la 17e étape.
- 1989 : 20e du classement général.
- 1991 : 18e du classement général.
- 1992 : abandon lors de la 13e étape.

### Tour d'Espagne
5 participations.
- 1989 : 51e du classement général, vainqueur de la 20e étape.
- 1990 : 22e du classement général, vainqueur de la 12e étape.
- 1992 : 13e du classement général.
- 1993 : abandon lors de la 12e étape.
- 1994 : 10e du classement général.

### Tour d'Italie
Aucune participation.

## Résultats sur les championnats

### Championnats du monde professionnels

#### Course en ligne
4 participations.
- 1988 : abandon.
- 1991 : 49e au classement final.
- 1994 : abandon.
- 1995 : abandon.

### Championnats du monde amateurs

#### Course en ligne
1 participation.
- 1986 : 51e au classement final.

### Jeux d'Amérique centrale et des Caraïbes

#### 100 km par équipes
1 participation.
- Santiago de los Caballeros 1986 :  Troisième de l'épreuve.